# Wurm & Noé
Die Donau-Schiffahrts-Gesellschaft Wurm & Noé GmbH & Co. OHG (bis 2018 Wurm & Köck) ist eine Binnenschiffsreederei mit Sitz in Passau. Sie wurde in ihrer heutigen Form 1976 gegründet. Sie betreibt auf der Donau regelmäßige Fahrgastschifffahrt im Linien- und Tagesausflugsbetrieb. Das Betriebsfeld erstreckt sich von Regensburg über Passau bis nach Linz und Wien. Im Jahr 2007 fuhren insgesamt etwa eine halbe Million Fahrgäste mit den elf Schiffen der Reederei.

## Geschichte
Fa. Ludwig Wurm
Im Jahr 1869 wurde ein erster hölzerner Lastkahn angeschafft. Die Firma Ludwig Wurm wurde 1893 in Irlbach gegründet, die eine Berufsfischerei und eine Donau-Fähre in Bayern betrieb. Ab 1934 wurde die Flotte ständig erweitert, im Rahmen dessen wurde auch ein Dieselschlepper angeschafft. Das Fahrgastschiff Agnes Bernauer wurde 1965 für die Strecke Regensburg-Passau gebaut, das Schiff wurde 1970 verlängert. Im Jahr 1966 erfolgte der Umbau des Schleppers Hohe Nau in ein Personenschiff, auch dieses wurde 1975 noch einmal verlängert.
Fa. Hans Köck
Die Firma Hans Köck betrieb in den 1930er Jahren Dreiflüsse-Rundfahrten in Passau. Nach dem Zweiten Weltkrieg in den 1940er Jahren: Fährverkehr in Passau durch Brückensperre.
Donauschiffahrt Wurm & Köck
Im Jahr 1974 kam es zum Zusammenschluss der Firmen Wurm und Köck, 1994 erfolgte die Gründung der Gebrüder Wurm & Co Irlbach und 1996 die Gründung der Schifffahrt Wurm & Köck GmbH. Linz. In den 1990er Jahren begann die Kooperation mit der Donauschiffahrt Ardagger / Boppard für Linz-Wien Fahrten. Gesellschafter waren bis 2005 Erich Wurm, Ludwig Wurm und Günter Köck, seit 2005 sind Margit Reischl und Florian Noè Gesellschafter.

## Flottenübersicht

Regina Danubia
- 1992, Lux-Werft Mondorf/Rhein
- L: 70 m / B: 11,24 m
- 1030 PS
- 300 Innensitzplätze / 100 Freideck / max. 400 Personen
- Sonder-, Linien- und Charterfahrten ab Passau
- registriert in Passau
- Flaggschiff der Flotte

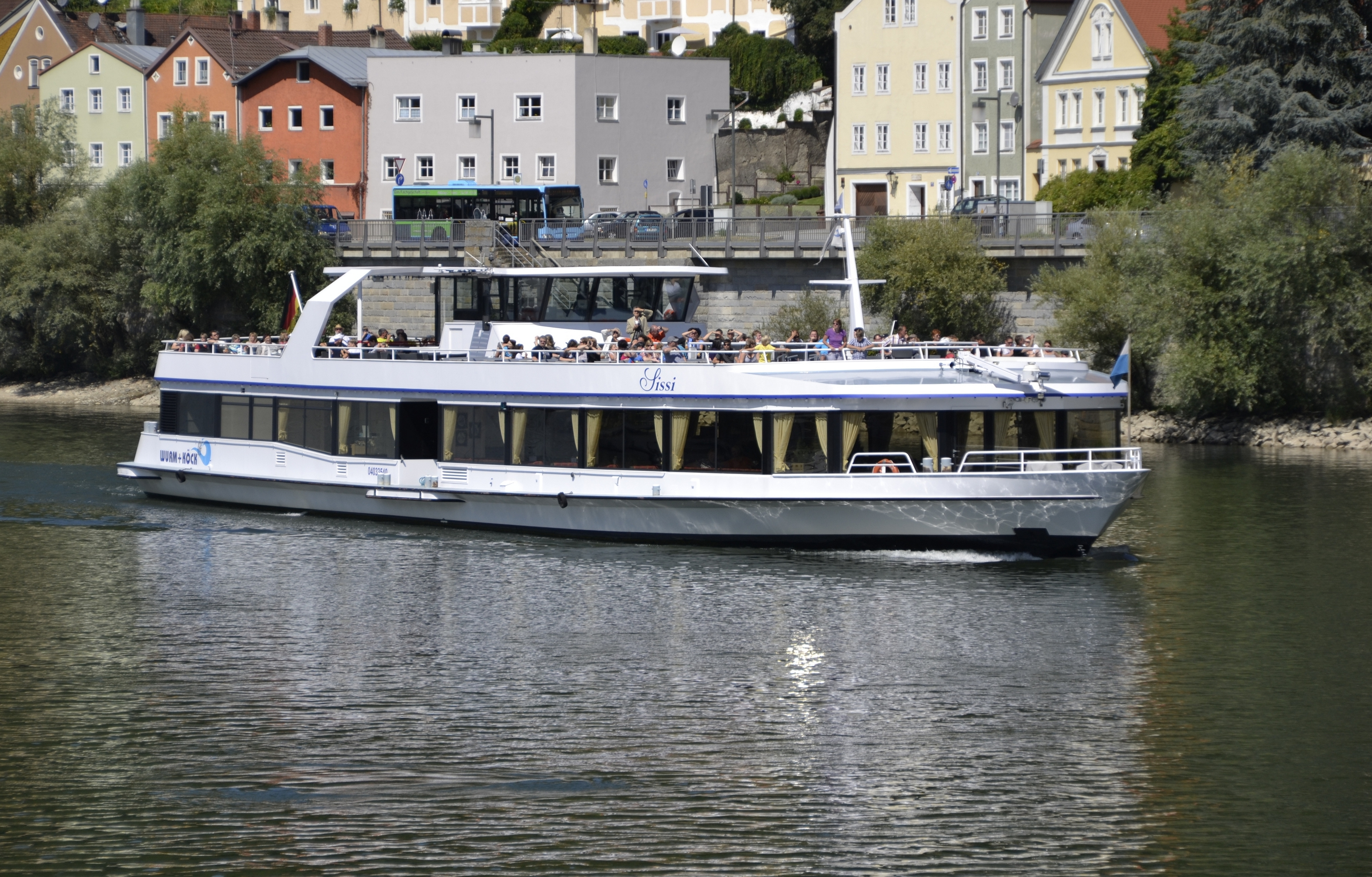
Sissi
- 1998, Lux-Werft Mondorf/Rhein
- L: 46,75 m / B: 11,26 m
- 560 PS
- 150 Innensitzplätze / 100 Freideck / maximal 250 Personen
- Rund- und Charterfahrten ab Passau
- registriert in Passau
- trägt den Kose-Namen der österr. Kaiserin „Elisabeth“

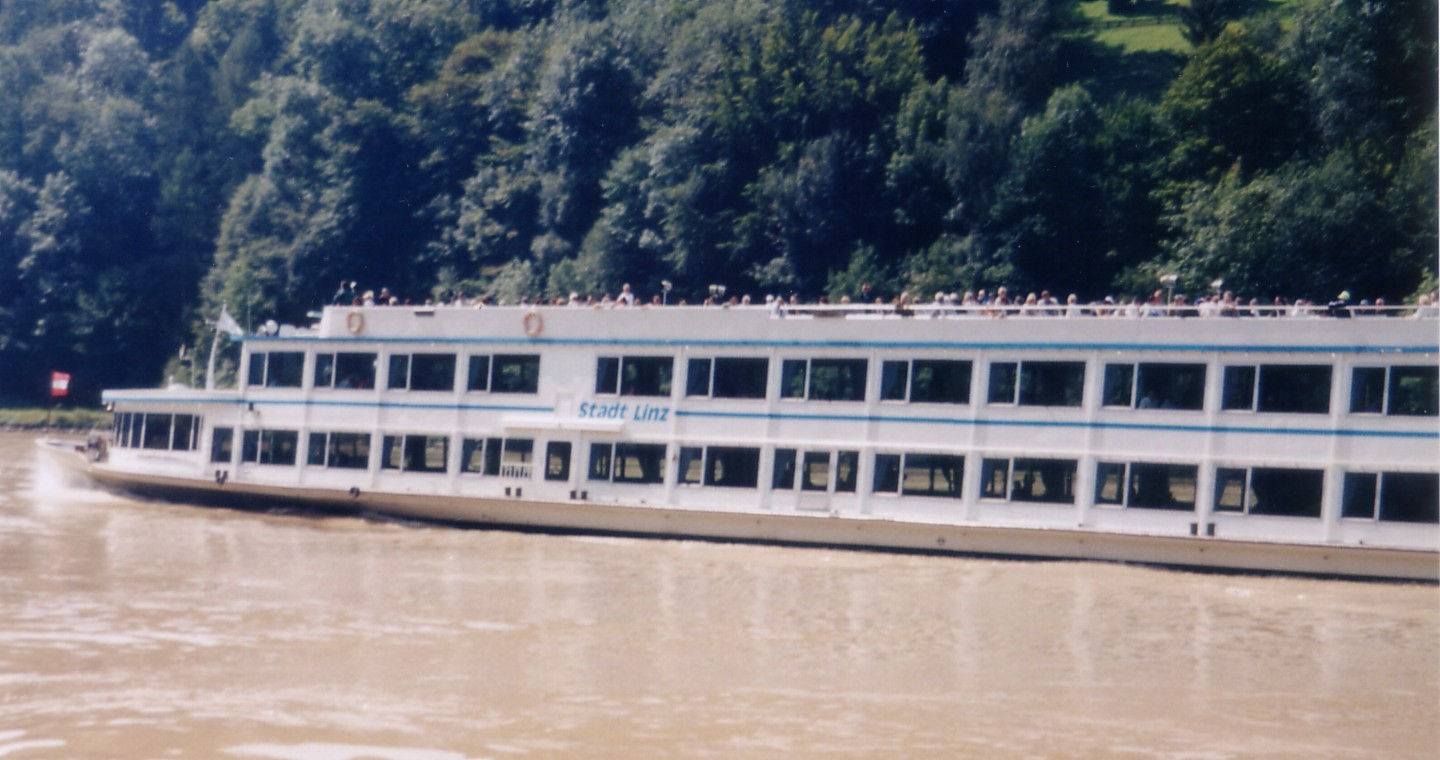
Stadt Linz
- 1989, Hitzler-Werft Regensburg
- L: 89,25 m / B: 10,40 m
- 1200 PS
- 800 Innensitzplätze / 200 Freideck / maximal 900 Personen

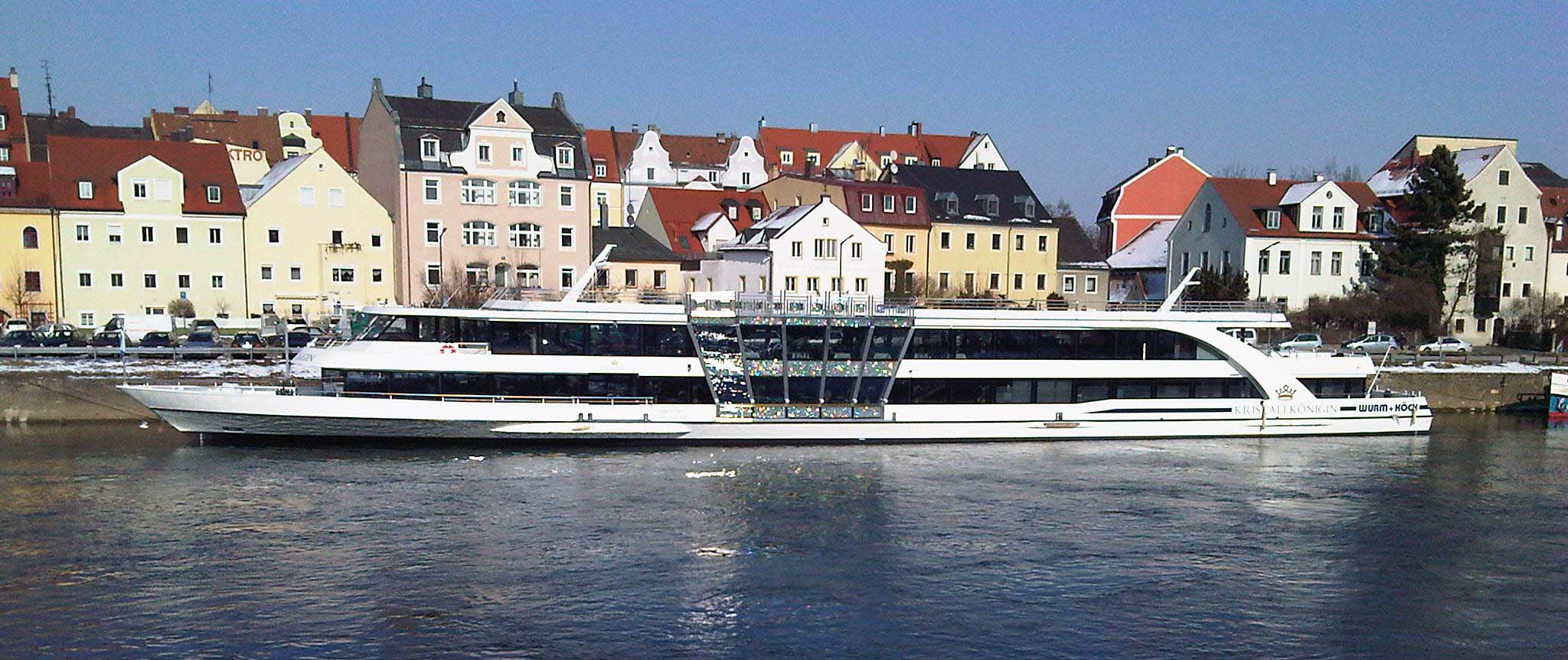
Kristallkönigin

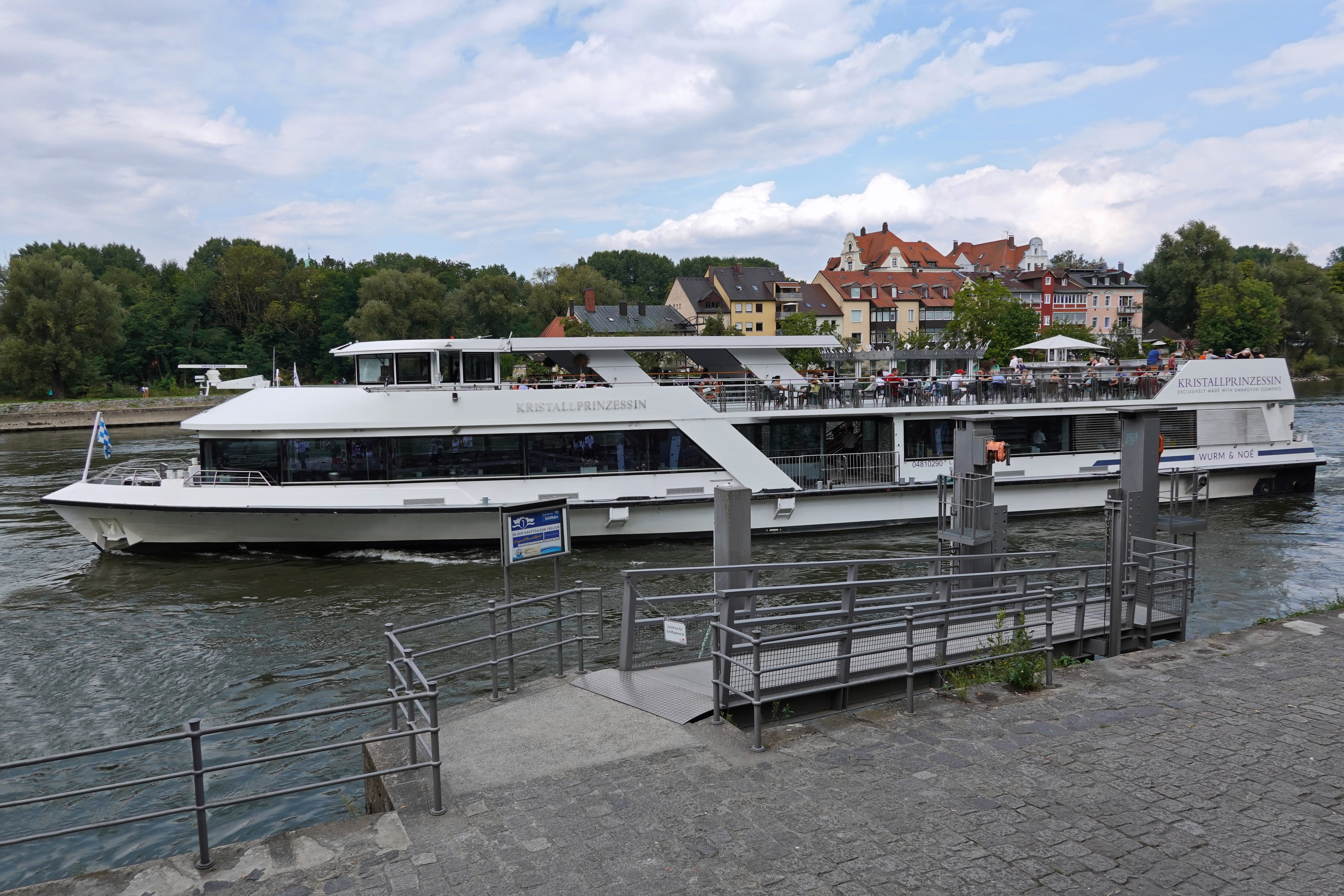
Kristallprinzessin

- Linien- und Themenfahrten ab Passau
- größtes Ausflugsschiff im Oberen Donautal
- registriert in Passau
- 2005/06: Neugestaltung der Innensalons

Passau
- 1986, Hitzler-Werft Regensburg
- L: 80,16 m / B: 10,40 m
- 1000 PS
- 620 Innensitzplätze / 200 Freideck / maximal 700 Personen
- registriert in Passau
- Linien- und Themenfahrten ab Passau

Kristallschiff, ex. Donau
- 1981, Hitzler-Werft Regensburg
- L: 78,35 m / B: 9,92 m
- 990 PS

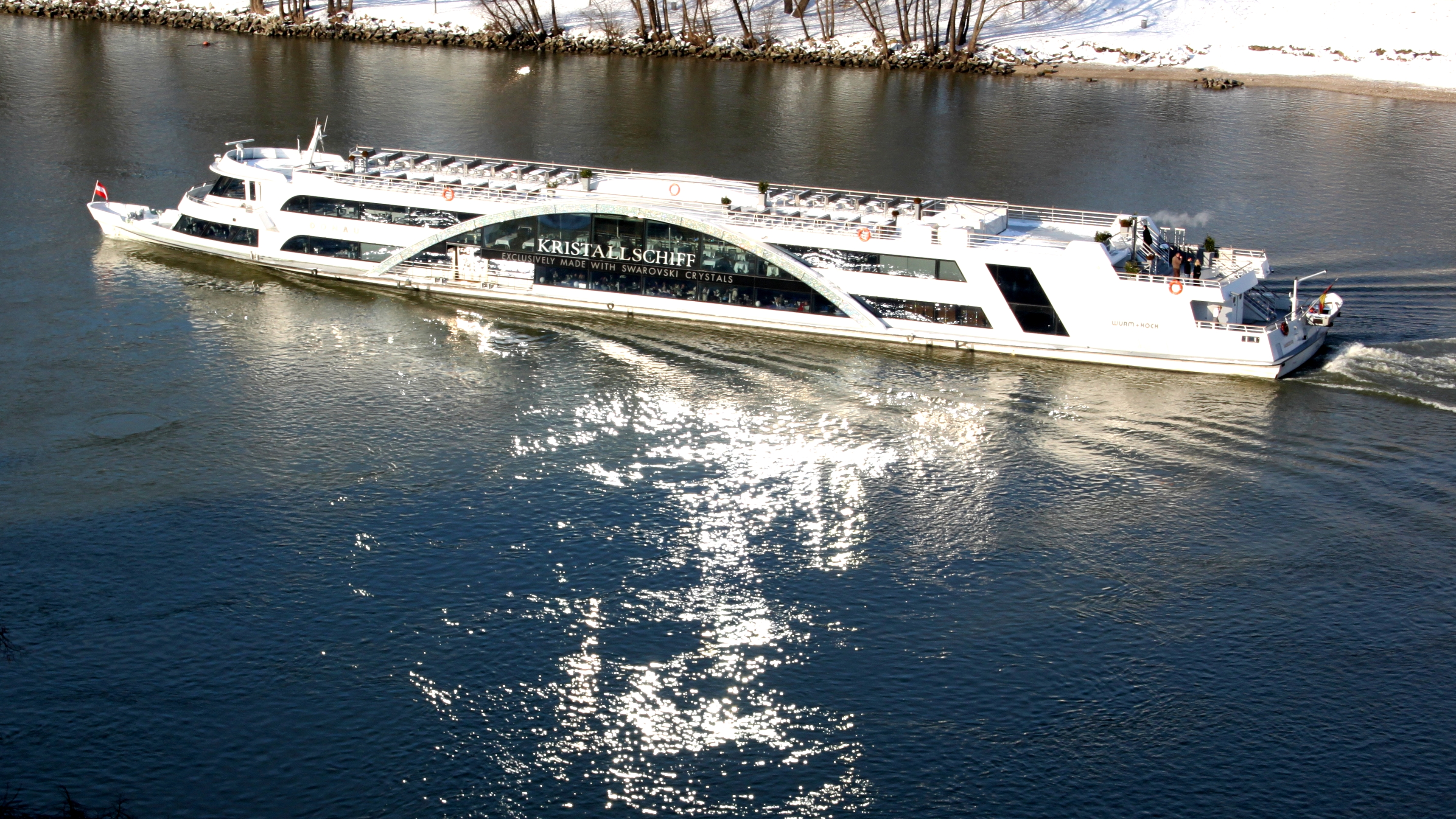
Kristallschiff

- 600 Innensitzplätze / 200 Freideck / maximal 400 Personen
- Linien- und Themenfahrten ab Passau
- registriert in Passau
- Umbau im Winter 06/07

Kristallkönigin
- 2011, Lux-Werft Mondorf
- L: 68 m / B: 11,4 m
- 1000 PS
- max. 600 Fahrgäste
- registriert in Regensburg
- Linien- und Themenfahrten ab Regensburg

Kristallprinzessin
- 2012, 2012 Linz
- L: 46 m / B: 11,2 m
- 900 PS
- max. 300 Fahrgäste
- registriert in Regensburg
- Linien- und Themenfahrten ab Regensburg

Gisela

Gisela (ex Anton Bruckner, ex Germania)
- 1977, Hitzler-Werft Regensburg
- L: 53,65 m / B: 8,19 m
- 540 PS
- 300 Innensitzplätze / 100 Freideck
- registriert in Passau
- Rundfahrten ab Passau

SUNliner
- 2017, Bolle-Werft Derben
- L: 44,97 m / B: 7,54 m
- 460 PS
- 150 Sitzplätze
- registriert in Passau
- Rundfahrten ab Passau

Anton Bruckner (ex Bavaria)
- 1976, Hitzler-Werft Regensburg
- L: 72,27 m / B: 8,09 m
- 990 PS

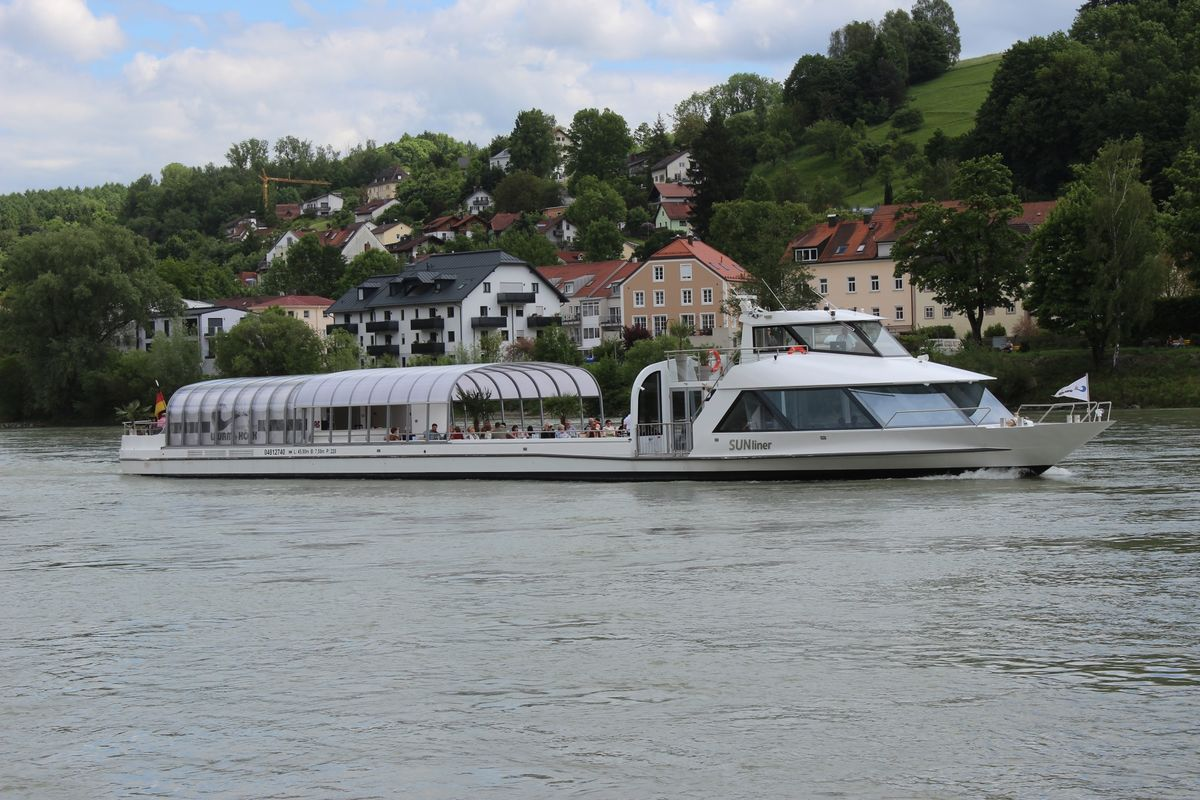
Sunliner (Schiff)

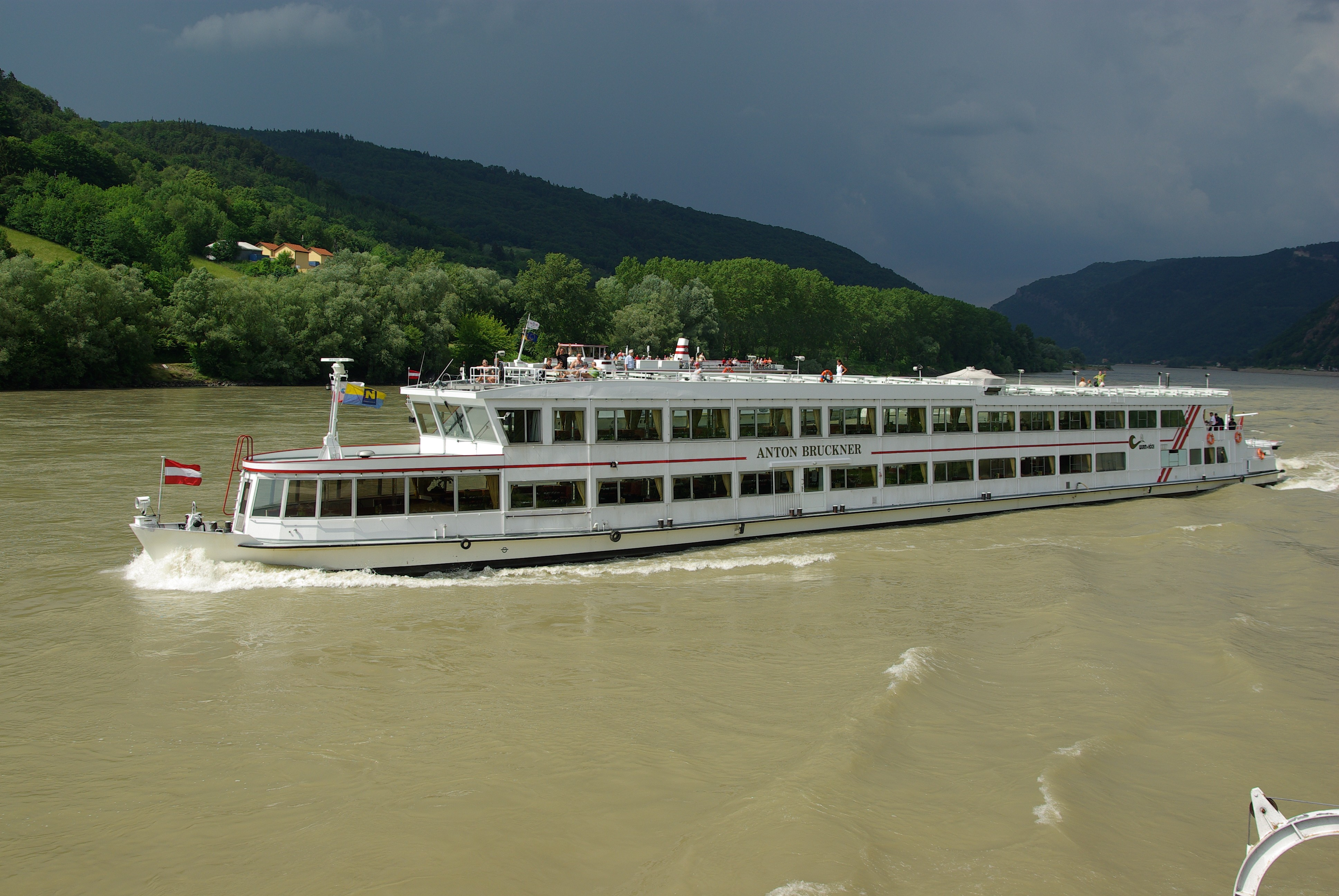
Anton Bruckner

- 480 Innensitzplätze / 200 Freideck / maximal 600 Personen
- Linz-Schlögen-Linz, Linz-Wien-Linz, Themen- und Charterfahrten Linz
- registriert in Linz
- 2005 generalüberholt, neue Inneneinrichtung in Gold (ÖSWAG Linz)
- 2022 verschrottet

Johanna
- 1978, Hitzler-Werft Regensburg
- L: 65,92 m / B: 8,94 m
- 990 PS
- 365 Innensitzplätze / 200 Freideck / maximal 600 Personen
- Linz-Schlögen-Linz, Linz-Krems/Wien-Linz, Themen- und Charterfahrten Linz
- registriert in Linz
- im Winter verchartert an Donauschifffahrt Phyringer & Zopper, Wien

Linzerin
- 1995, LUX-Werft Mondorf/Rhein
- L: 60,6 m / B: 9,5 m
- 760 PS

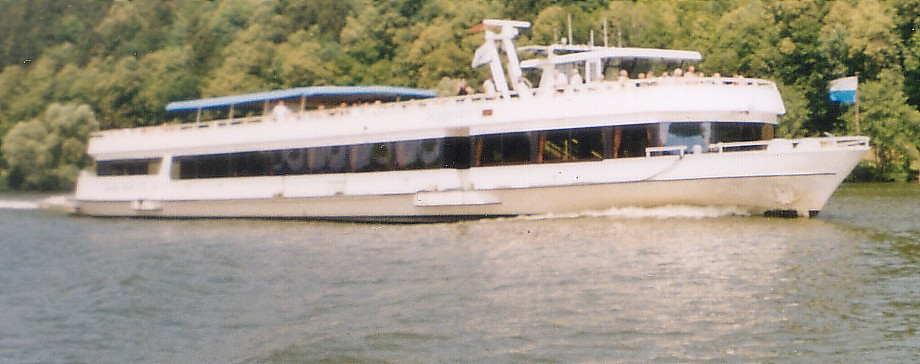
ex. Deggendorf, Linzerin

- 250 Innensitzplätze / 100 Freideck / maximal 300 Personen
- registriert in Linz
- Stadtrundfahrten Linz

Bruckmadl, ex Agnes Bernauer
- 1965, DWE Deggendorf
- L: 45,88 m / B: 5,34 m
- 410 PS

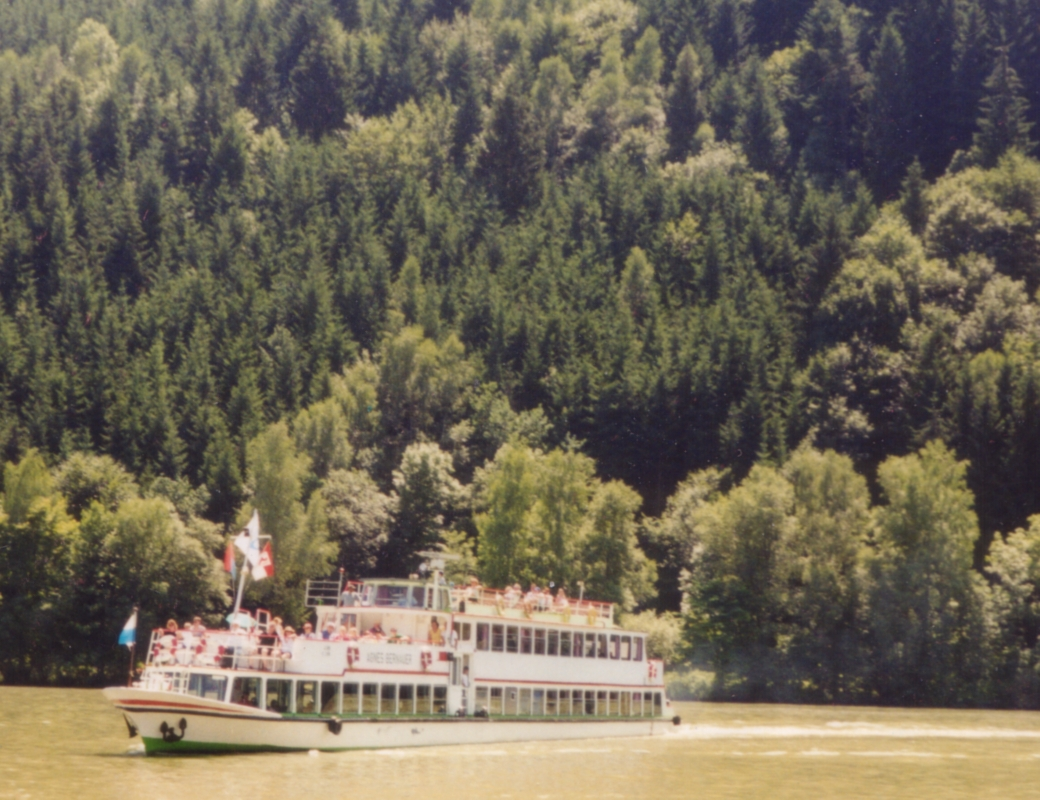
ex. Agnes Bernauer, Bruckmadl

- 170 Innensitzplätze / 100 Freideck / maximal 300 Personen
- Rundfahrten in Regensburg
- registriert in Deggendorf
- Nostalgie-Schiff

## Programm
Neben Linien- und Rundfahrten werden auch Themen- und Charterfahrten angeboten. Während der Tagesfahrten ab Passau bietet die von der Reederei selbst betriebene Schiffsgastronomie Buffets an. Die Schiffe laufen die folgenden Orte an: Deggendorf, Niederalteich, Vilshofen, Windorf, Passau, Obernzell, Kasten, Haus am Strom, Engelhartszell, Niederranna, Wesenufer, Schlögen, Obermühl, Untermühl, Aschach, Brandstatt, Ottensheim, Linz, Mauthausen, Grein, Ybbs, Melk, Spitz, Dürnstein, Krems, Tulln, Wien
Das Unternehmen bietet verschiedene Schiffstouren an: Dreiflüsse-Stadtrundfahrten und Erlebnis-Rundfahrten mit dem Kristallschiff.
Die Rundfahrten sind 45-minütige Schifffahrten ab Passau/Rathausplatz (3-Flüsse) bzw. 2-stündige Schifffahrten ab/an Passau nach Obernzell und Kasten (Kristallschiff). Sie sind als Stadtführung konzipiert. An Bord finden Lautsprecherdurchsagen zu den Sehenswürdigkeiten statt. Die vorwiegend eingesetzten Schiffe sind Sissi, Gisela, Deggendorf, Donau (Kristallschiff).
Passau-Engelhartszell-Schlögen-zurück, Passau-Linz-Passau: Die Fahrten sind als Tagesfahrten konzipiert. Vorwiegend kommen die folgenden Schiffe zum Einsatz: Regina Danubia, Stadt Linz, Passau
Schifffahrten ab Deggendorf: Von/nach Deggendorf werden Tagestouren über Passau und Obernzell/Kasten und eine Niederbayern-Rundfahrt über Niederalteich angeboten. Auf den Strecken kommt vorwiegend die Agnes Bernauer zum Einsatz.
Linz-Schlögen-Linz: Die Strecke Linz-Schlögen-Linz wird als Tagestour angeboten. Zum Einsatz kommen vorwiegend die Schiffe Anton Bruckner, Johanna
Linz-Grein-Wachau-Wien und zurück: Am Wochenende werden Fahrten von Linz nach Wien bzw. von Wien nach Linz angeboten. Im Hochsommer gibt es zusätzlich in der Woche Fahrten von Linz nach Krems bzw. von Krems nach Linz. Zum Einsatz kommen hier vorwiegend die Schiffe Anton Bruckner (Wochenende), Johanna (unter der Woche)
Standort Regensburg: Zusätzlich bietet die Reederei Fahrten mit der Kristallflotte ab/bis Regensburg an. Vor allem wird die Strecke Regensburg – Walhalla und zurück angeboten. Daneben werden Fahrten zu verschiedenen Themen angeboten.